# Graphania brunneosa
Graphania brunneosa är en fjärilsart som beskrevs av Fox 1970. Graphania brunneosa ingår i släktet Graphania och familjen nattflyn. Inga underarter finns listade i Catalogue of Life.